# Freida Ruth Heighway
Freida Ruth Heighway   (2 de juny de 1907 - 1963) fou una obstetra i ginecòloga australiana, la primera dona que es va graduar a la Universitat de Sydney amb un títol de metge i la primera dona admesa com a membre al Royal College of Obstetricians and Ginecologists.

## Educació i vida primerenca
Freida Heighway va néixer el 2 de juny de 1907. Era l'única filla del senyor i la senyora FS Heighway. Va créixer a Burwood, Nova Gal·les del Sud. Heighway va assistir al Methodist Ladies College de Burwood, graduant-se el 1925. Després va assistir a la Universitat de Sydney i es va graduar amb un Màster en Negocis (1930), una Llicenciatura en Ciències (1930) i una Doctora en Medicina (1939). Es va graduar en MB BS amb honors el 1930 i va ser la primera dona llicenciada en Medicina a la Universitat de Sydney a rebre el títol de Doctora en Medicina.

## Carrera
Heighway va començar la seva formació mèdica com a metge resident de dos anys al Royal Prince Alfred and North Shore Hospital. Més tard, va viatjar a Manchester, Anglaterra, per treballar com a resident mèdica i es va formar en obstetrícia i ginecologia.
El 1932, Heighway es va traslladar a Anglaterra i va continuar treballant com a metge resident a l'Hospital St Mary de Manchester. De tornada a Austràlia el 1934, Heighway va establir la seva pròpia consulta privada a Burwood, Nova Gal·les del Sud. Després va prendre habitacions al carrer Macquarie i va obtenir nomenaments honoraris a l'Hospital Rachel Forster per a Dones i Nens i a l'Hospital de la Dona, a Crown Street.
El 1945, Heighway es va traslladar a Adelaida amb el seu marit, Andrew Arthur Abbie, i tres filles, i va comprovar que el camp de la medicina obstetrícia estava dominat per homes i va crear una consulta especialitzada en solitari que va créixer ràpidament. Tot i que el seu treball es va centrar a l’hospital de maternitat de la Reina Victòria, també va atendre pacients als hospitals Royal Adelaide i Queen Elizabeth.

## Premis i distincions
- Membre del Royal College of Obstetricians and Ginecologists[7]
- El premi Memorial Ruth Heighway i la medalla d'obstetrícia són atorgats per la Universitat d'Adelaida en honor seu[8]